# Mezquita Sheikh Zayed
La mezquita Sheikh Zayed es una mezquita situada en Abu Dabi, en los Emiratos Árabes Unidos. 
Su nombre hace honor al primer presidente de los Emiratos Árabes Unidos, Zayed ibn Sultán Al Nahayan, que falleció en 2004.  Su lugar de descanso final se encuentra en los terrenos junto a la misma mezquita. La mezquita fue construida entre 1996 y 2007 Es la mezquita más grande de los Emiratos Árabes Unidos y puede ser visitada por personas de otras confesiones religiosas. Posee cuatro minaretes de 104 metros de alto, y la bóveda más grande alcanza los 85 metros. 

## Características
La mezquita se extiende en una superficie de 20,000 m². Es la mezquita más grande de los EAU y la número 15 más grande del mundo por cantidad de personas que puede recibir, que son más de 41.000. El complejo del edificio tiene unas dimensiones de aproximadamente 290 m y 420 m, con una superficie de más de 12 hectáreas, excluyendo los jardines exteriores y los estacionamientos de vehículos.

## Arquitectura
La mezquita cuenta con cuatro minaretes con una altura de 107 metros y tiene 82 bóvedas de 7 tamaños diferentes, y más de 1000 columnas. Las bóvedas de mayor tamaño se construyeron con panales de hormigón prefabricados y fijados entre ellos, mientras que las bóvedas más pequeñas se construyeron in situ en fibra de vidrio. La bóveda más importante tiene una altura de 85 metros y un diámetro de 32,2 m.
El complejo tiene 1,048 columnas en el exterior y 96 en el interior.

## Decoración
La artesanía es de alta calidad, y los motivos son de inspiración musulmana,  pasando por Marruecos,  Argelia y Pakistán. Para su construcción se utilizó mármol, yeso, madera y mosaicos.
Se utilizaron miles de piedras preciosas y semipreciosas para la decoración de la mezquita, especialmente incrustadas en el mármol: lapislázulis, amatistas, ónix rojo, aventurina, nácar y concha de abulón —Haliotis fulgens—, entre otras.

## Interior
La sala principal tiene 10 lámparas de araña de 10 metros de longitud y de 9 toneladas de peso, a base de cobre y recubiertos de oro, fabricados en Alemania por la empresa Swarovski.
La alfombra en la sala principal es, con 5,627 m², la alfombra más grande del mundo, pesa 47 toneladas (35 de lana y 12 algodón) y tiene 2,268 millones de nudos. Fue hecha a mano por aproximadamente 1,200 mujeres iraníes y diseñada por el artista Ali Khaliqi. Tiene un valor estimado de 545 millones de dólares.

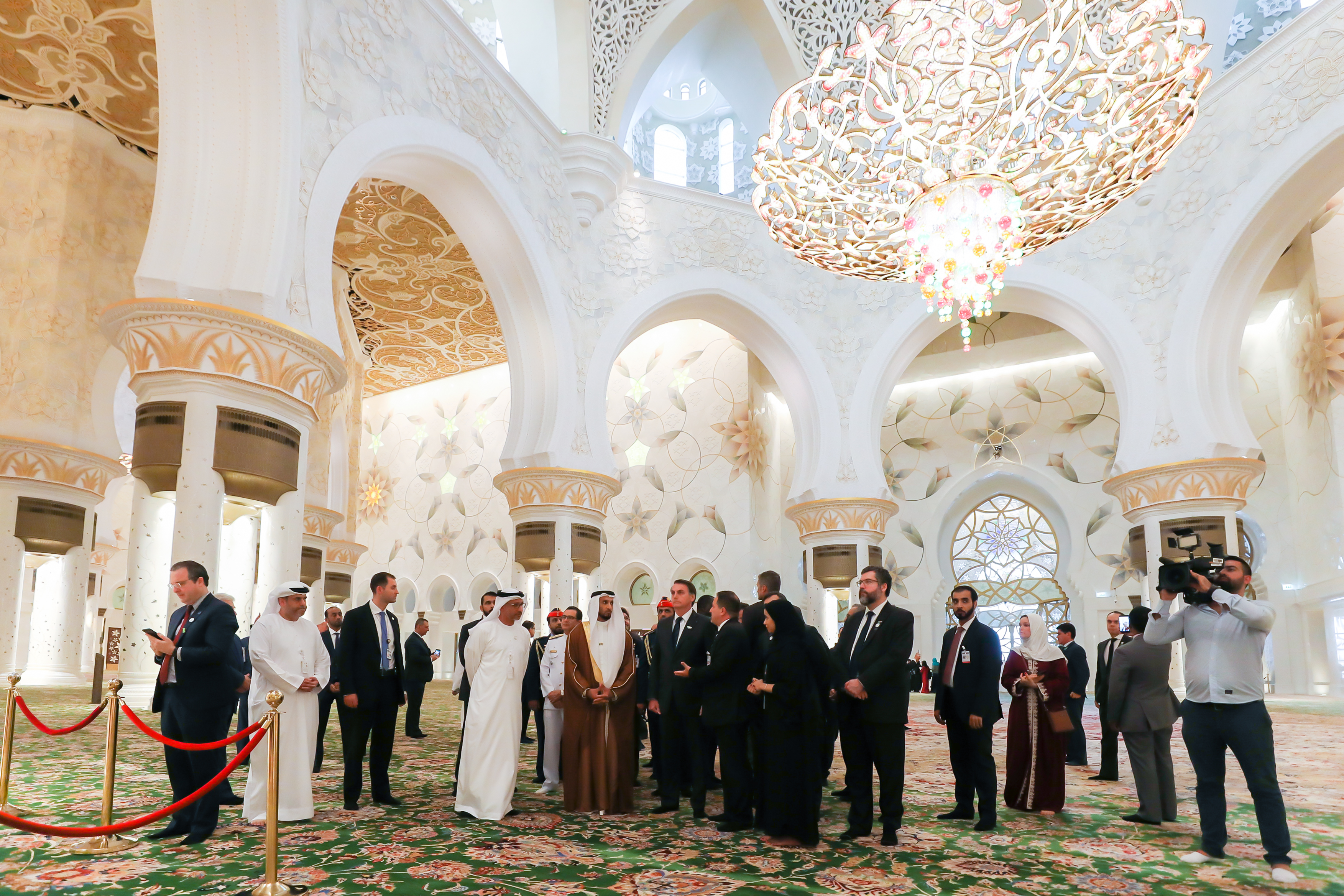
Interior de la Mezquita Sheikh Zayed.

## Galería

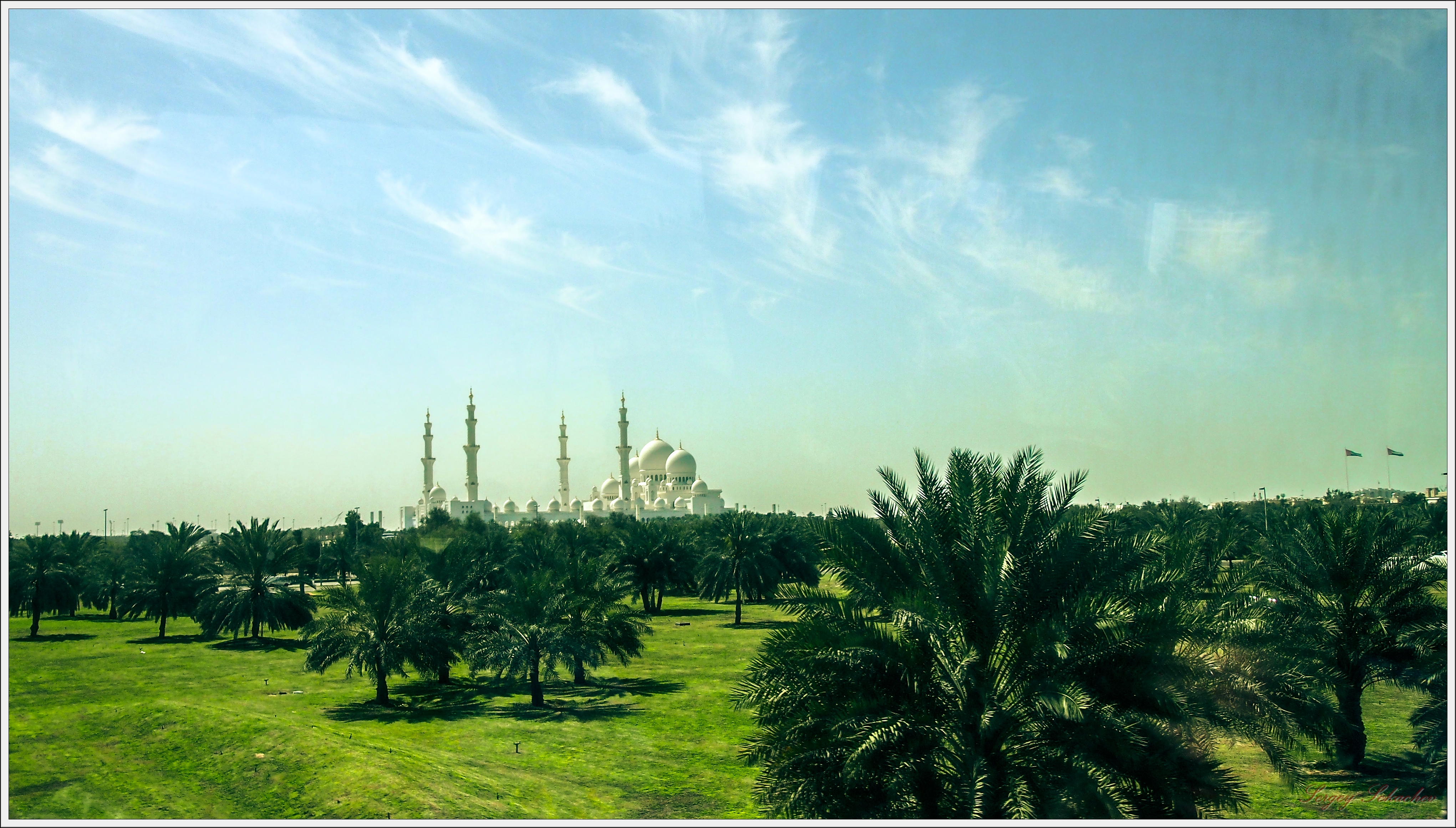